# Morti nel 1766
| Questa pagina contiene informazioni ricavate automaticamente dalle voci biografiche con l'ausilio del template Bio e di un bot. L'aggiornamento è periodico e automatico e ricostruisce completamente la pagina. Se manca una persona in questa lista, sei pregato di non aggiungerla, ma accertati piuttosto che la sua voce biografica contenga il template Bio e che i dati anagrafici siano correttamente compilati. Se il template Bio manca, inseriscilo tu stesso o, in alternativa, metti l'avviso {{tmp\|Bio}} che ne segnala la mancanza. Se i dati riportati sono sbagliati, correggi direttamente la voce biografica; le modifiche saranno visibili in questa lista entro pochi giorni. Per chiarimenti vedi il progetto biografie. La lista contiene solo le 99 persone che sono citate nell'enciclopedia e per le quali è stato implementato correttamente il template Bio. Pagina aggiornata al 18 lug 2025. |

## Gennaio(10)
- 1º gennaio - Giacomo Francesco Edoardo Stuart, nobile inglese (n. 1688)
- 6 gennaio - Johann Wilhelm Edmund von Sinzendorf-Neuburg, nobile e politico austriaco (n. 1697)
- 6 gennaio - Giuseppe Maria Vaccari, organista e compositore italiano (n. 1704)
- 7 gennaio - Giacomo Antonio Boni, pittore italiano (n. 1688)
- 9 gennaio - Thomas Birch, storico e presbitero inglese (n. 1705)
- 13 gennaio - Federico V di Danimarca, re (n. 1723)
- 19 gennaio - Giovanni Niccolò Servandoni, architetto, pittore e scenografo italiano (n. 1695)
- 23 gennaio - Guillaume-Alexandre de Méhégan, scrittore e giornalista francese (n. 1725)
- 24 gennaio - Antonio Consetti, pittore italiano (n. 1686)
- 30 gennaio - Susannah Maria Arne, cantante e attrice teatrale inglese (n. 1714)

## Febbraio(5)
- 1º febbraio - Pietro Carattoli, architetto, decoratore e scenografo italiano (n. 1703)
- 5 febbraio - Leopold Joseph von Daun, generale austriaco (n. 1705)
- 10 febbraio - Andrea Galassini, architetto e stuccatore svizzero (n. 1680)
- 23 febbraio - Stanislao Leszczyński, nobile polacco (n. 1677)
- 25 febbraio - Charles de Rohan-Rochefort, nobile francese (n. 1693)

## Marzo(9)
- 4 marzo - Joseph Aved, pittore francese (n. 1702)
- 7 marzo - Ercole Lelli, anatomista, scultore e pittore italiano (n. 1702)
- 8 marzo - Francesco Ginanni, naturalista, biologo e botanico italiano (n. 1716)
- 10 marzo - Jane Colden, botanica statunitense (n. 1724)
- 10 marzo - Vasilije III Petrović-Njegoš, vescovo ortodosso serbo (n. 1709)
- 16 marzo - Henrietta von Bünau, nobildonna tedesca (n. 1737)
- 16 marzo - John West, I conte De La Warr, politico e ufficiale inglese (n. 1693)
- 20 marzo - Giovanni Battista Pescetti, compositore e organista italiano
- 28 marzo - Francesco Ferrigno, religioso italiano (n. 1686)

## Aprile(6)
- 4 aprile - John Taylor, letterato e filologo classico inglese (n. 1704)
- 7 aprile - Tiberius Hemsterhuis, filologo e critico letterario olandese (n. 1685)
- 18 aprile - Corrado Giaquinto, pittore italiano (n. 1703)
- 23 aprile - Marc'Antonio Dal Re, incisore e scrittore italiano (n. 1697)
- 25 aprile - Krishnaraja Wodeyar II, indiano (n. 1728)
- 30 aprile - Thomas Pakenham, I barone di Longford, politico irlandese (n. 1713)

## Maggio(8)
- 2 maggio - Luigi Giusti, librettista italiano (n. 1709)
- 5 maggio - Olof Arenius, pittore svedese (n. 1701)
- 5 maggio - Jean Astruc, medico francese (n. 1684)
- 6 maggio - Johann Michael Fischer, architetto tedesco (n. 1692)
- 9 maggio - Thomas Arthur de Lally-Tollendal, militare francese (n. 1702)
- 18 maggio - Giulio Fagnano dei Toschi, matematico italiano (n. 1682)
- 19 maggio - Toubia Boutros El Khazen, patriarca cattolico libanese
- 26 maggio - Giovanni Lorenzo Berti, teologo e letterato italiano (n. 1696)

## Giugno(2)
- 21 giugno - Claudio Francesco Beaumont, pittore italiano (n. 1694)
- 24 giugno - Adrien Maurice de Noailles, militare e diplomatico francese (n. 1678)

## Luglio(10)
- 1º luglio - Chevalier de La Barre, francese (n. 1746)
- 2 luglio - Sofia Carolina von Camas, nobildonna prussiana (n. 1686)
- 8 luglio - Vittoria Francesca di Savoia, nobile italiana (n. 1690)
- 11 luglio - Elisabetta Farnese, nobildonna italiana (n. 1692)
- 14 luglio - František Kaňka, architetto ceco (n. 1674)
- 15 luglio - Pompilio Maria Pirrotti, religioso italiano (n. 1710)
- 17 luglio - Giuseppe Castiglione, gesuita, missionario e pittore italiano (n. 1688)
- 18 luglio - Mauro Antonio Tesi, pittore, incisore e architetto italiano (n. 1730)
- 24 luglio - Filippo Acciaiuoli, cardinale italiano (n. 1700)
- 31 luglio - John Adlercron, militare inglese

## Agosto(4)
- 3 agosto - Manuele Giuseppe di Braganza, nobile (n. 1697)
- 7 agosto - Claude Lamoral II di Ligne, militare belga (n. 1685)
- 23 agosto - Mauro Sarti, religioso e storico italiano (n. 1709)
- 30 agosto - Panfilo Antonio Mazzara, vescovo cattolico italiano (n. 1701)

## Settembre(5)
- 1º settembre - Peter Anich, cartografo austriaco (n. 1723)
- 10 settembre - Bartolomeo Terchi, ceramista italiano (n. 1691)
- 13 settembre - Manuel Pla, compositore, oboista e clavicembalista spagnolo (n. 1725)
- 29 settembre - Angelo Calogerà, religioso e scrittore italiano (n. 1696)
- 30 settembre - Marie Victoire de Noailles, nobile francese (n. 1688)

## Ottobre(5)
- 2 ottobre - Jacques Hardion, storico e traduttore francese (n. 1686)
- 9 ottobre - Giambattista Roero di Pralormo, cardinale e arcivescovo cattolico italiano (n. 1684)
- 17 ottobre - Gerolamo Theodoli, architetto e nobile italiano (n. 1677)
- 23 ottobre - Alessandro Macchiavelli, scrittore e storico italiano (n. 1693)
- 25 ottobre - Giovanni Antonio Volpi, critico letterario, editore e poeta italiano (n. 1686)

## Novembre(12)
- 3 novembre - Thomas Abbt, matematico e filosofo tedesco (n. 1738)
- 5 novembre - Ercole Tommaso Villa, generale italiano (n. 1684)
- 7 novembre - Vincenzo Meucci, pittore italiano (n. 1694)
- 7 novembre - Jean-Marc Nattier, pittore francese (n. 1685)
- 9 novembre - Unico Wilhelm van Wassenaer, diplomatico e compositore olandese (n. 1692)
- 11 novembre - Carlotta Guglielmina di Anhalt-Bernburg-Schaumburg-Hoym, nobile (n. 1704)
- 11 novembre - Federico di Schleswig-Holstein-Sonderburg-Glücksburg, militare danese (n. 1701)
- 16 novembre - Dominikus Zimmermann, architetto tedesco (n. 1685)
- 17 novembre - Cristiano Carlo Reinardo di Leiningen-Dachsburg-Falkenburg-Heidesheim, nobiluomo tedesco (n. 1695)
- 25 novembre - Giovanni Maria Farina, profumiere italiano (n. 1685)
- 27 novembre - Juan Francisco de Güemes y Horcasitas, generale spagnolo (n. 1681)
- 30 novembre - Emilio Luci, politico e giurista italiano (n. 1700)

## Dicembre(8)
- 5 dicembre - Vittorio Amedeo Ghilini, nobile e politico italiano (n. 1714)
- 12 dicembre - Johann Christoph Gottsched, scrittore e critico letterario tedesco (n. 1700)
- 15 dicembre - Michelangelo Carmeli, filologo italiano (n. 1706)
- 20 dicembre - Giorgio Massari, architetto italiano (n. 1687)
- 22 dicembre - Thomas-Simon Gueullette, drammaturgo francese (n. 1683)
- 24 dicembre - Elisabetta Ernestina di Sassonia-Meiningen, principessa (n. 1681)
- 25 dicembre - James Drummond, III conte di Melfort, nobile scozzese (n. 1708)
- 25 dicembre - William Finch, diplomatico e politico inglese (n. 1731)

## Senza giorno specificato(15)
- Jean-Baptiste Adam, scultore francese
- Jacopo Bartolomeo Beccari, chimico italiano (n. 1682)
- Aleksej Petrovič Bestužev-Rjumin, politico russo (n. 1693)
- Antonio Bicchierai, pittore italiano (n. 1688)
- Giorgio Borghese, politico italiano (n. 1691)
- William Caslon, incisore britannico (n. 1692)
- Marcello Papiniano Cusani, arcivescovo cattolico italiano (n. 1690)
- Antonio Duni, compositore italiano (n. 1700)
- Andrea Gerini, nobile e mecenate italiano (n. 1691)
- Jean de Jullienne, collezionista d'arte francese (n. 1686)
- Matteo I di Alessandria, arcivescovo ortodosso greco
- James Quin, attore teatrale britannico (n. 1693)
- Bartolomeo Sermini, scultore e stuccatore svizzero
- Carlo Tessarini, violinista, compositore e editore italiano
- Jacques-Philippe d'Orneval, drammaturgo francese